# Ábaco Sur
El distrito de Ábaco Sur (en inglés: South Abaco) es uno de los 32 distritos en los que se subdivide la Mancomunidad de Bahamas.
Se localiza al sur del archipiélago de las Islas Ábaco, más precisamente al sur de la isla Gran Ábaco.